# أرت بست
أرت بست (بالإنجليزية: Art Best)‏ هو لاعب كرة قدم أمريكية أمريكي، ولد في 18 مارس 1953 في كامدن في الولايات المتحدة، وتوفي في 14 أكتوبر 2014 في بيكيرينغتون في الولايات المتحدة.

## وصلات خارجية
- أرت بست على موقع مرجع كرة القدم المحترفة.كوم (الإنجليزية)
- أرت بست على موقع JustSportsStats.com (الإنجليزية)
- أرت بست على موقع كلية كرة القدم في سبورتس رفرنس.كوم (الإنجليزية)